# Can-Am Spyder

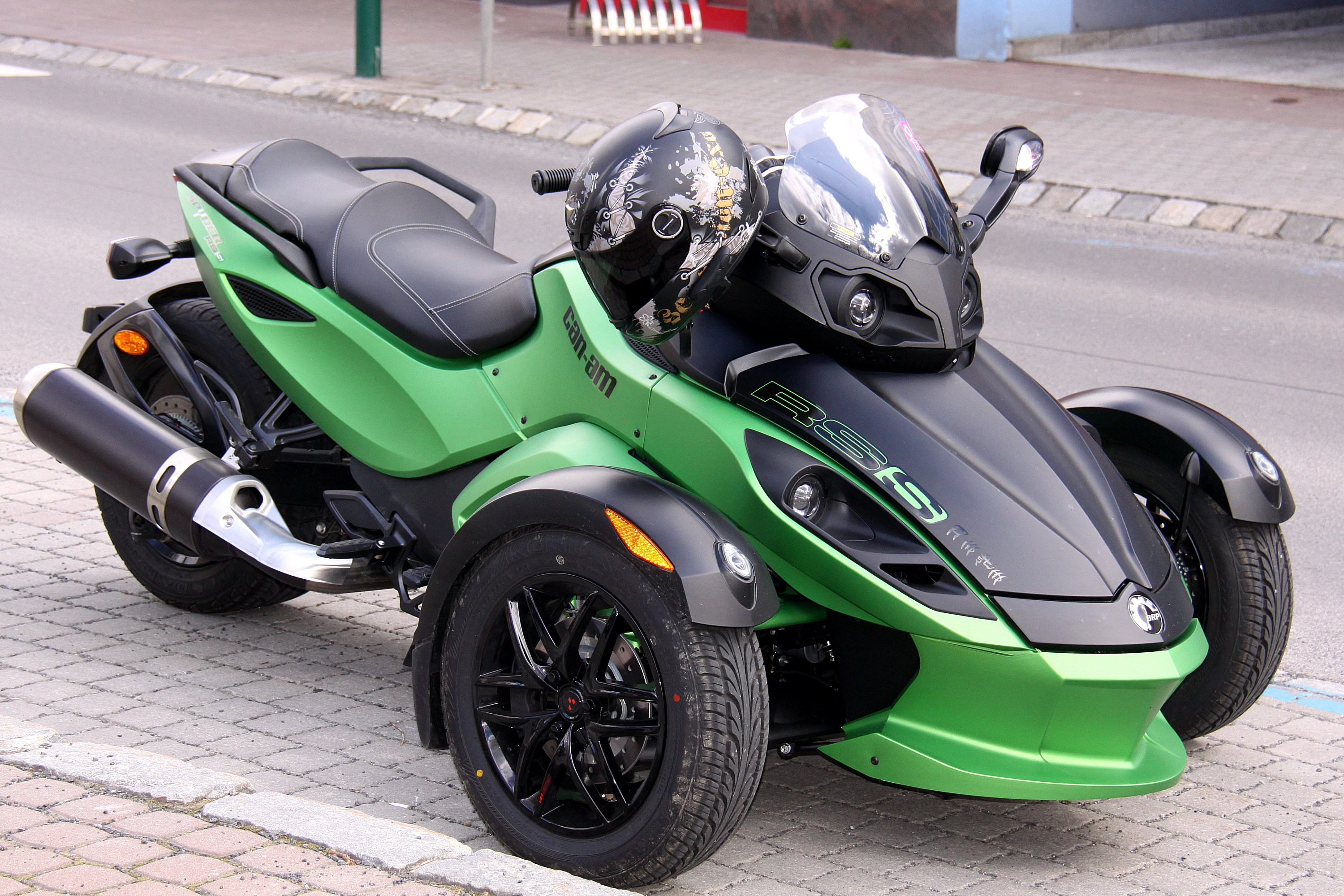
En Can-Am Spyder.

Can-Am Spyder är ett trehjuligt fordon som tillverkas av Bombardier Recreational Products.